# Gallivat

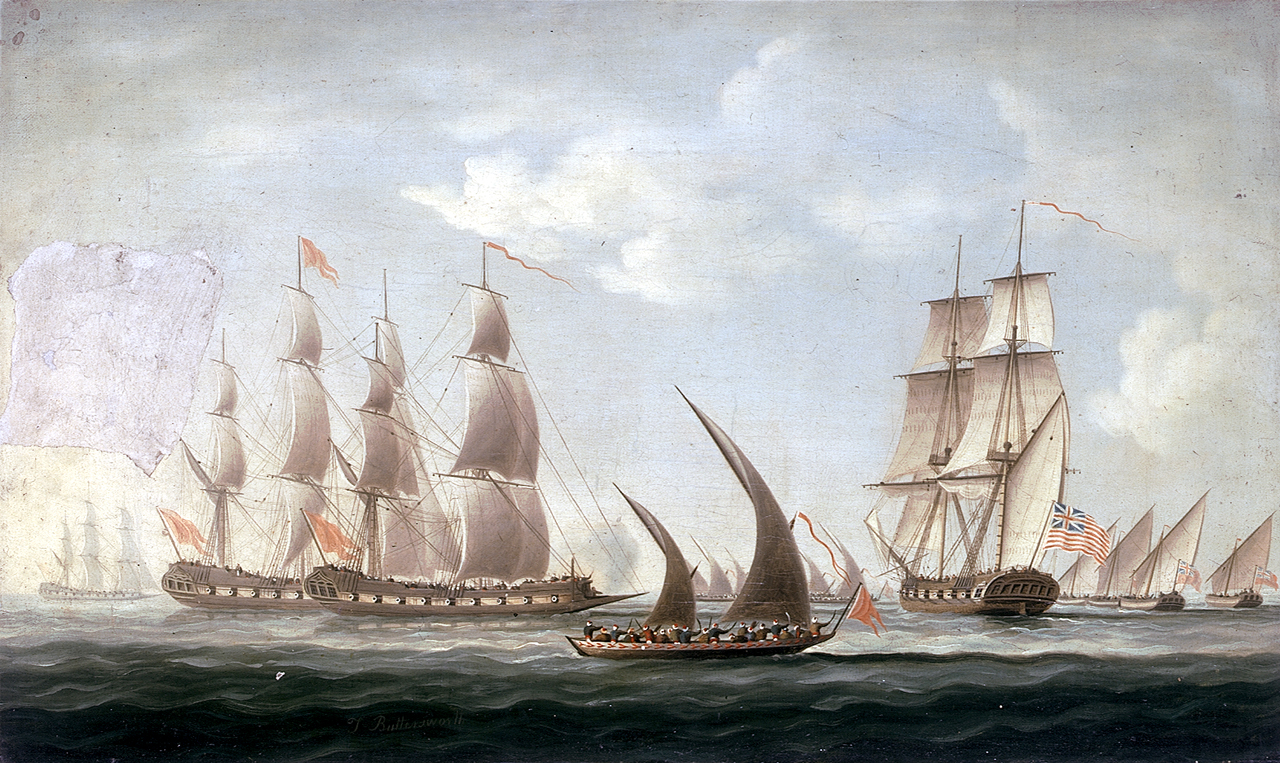
Une gourabe de pirates mahrattas et des gallivats s'emparent attaquent le sloop HCS Aurora (1809) de la Marine de Bombay. Le bateau au premier plan est un gallivat.

Un gallivat (galbat ou galivat, ou gallevat, ou gallowet ou gallouet) est un type de petit bateau à voiles latines et rames, hérité du dhow arabe, utilisés sur la côte de Malabar en Inde dans le 18e et le 19e siècle. Utilisé à l'origine comme cargo, les marines locales l'utilisent comme petit navire de guerre faiblement armé. 

## Étymologie
Le mot peut provenir du portugais "galeota" ou de Mahratte "gal hat" donnant Galbat, anglicisé en Gallivat. 

## Description

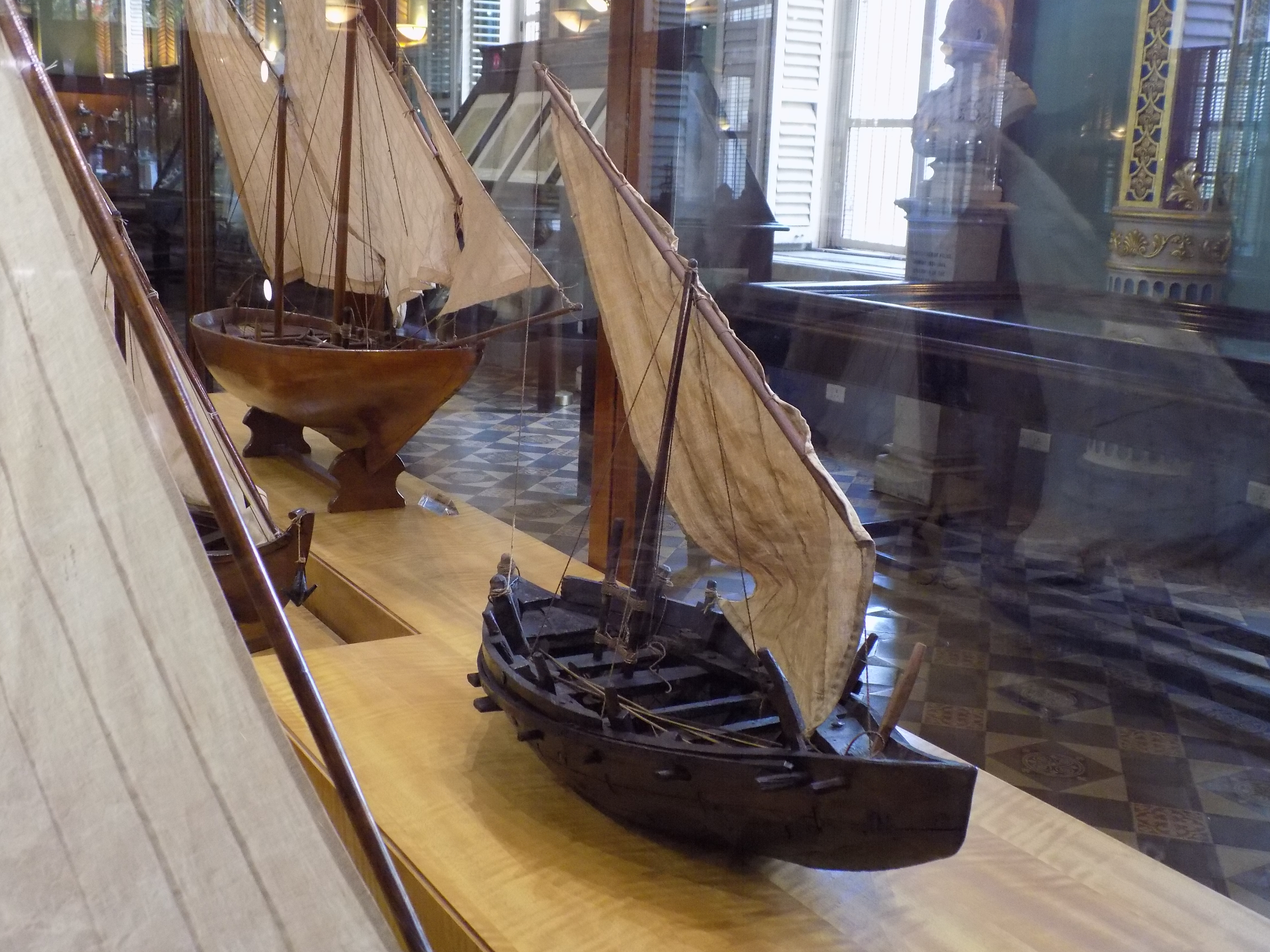
Maquete de gallivat

Un gallivat présente généralement un ou deux mâts gréés en voiles latines et environ 20 bancs pour les rameurs, un de chaque côté.
Il mesure généralement 9 à 15 m , plus rarement jusqu’à 25 m, pour un tonnage de 20 à 50 tonneaux (builder's old measurement), exceptionnellement jusqu’à 230 tonneaux. Il possède une proue qui ressemble beaucoup à une gourabe. 
Ce navire est utilisé à l'origine comme cargo, mais sa taille et sa vitesse ont permis de l'utiliser en Inde, comme navire de guerre faiblement armé. L'armement est constitué de 6 à 8 canons de 3 à 4 livres, parfois jusqu’à 10 canons de 6 livres.

### Gallivats dans la marine hindous

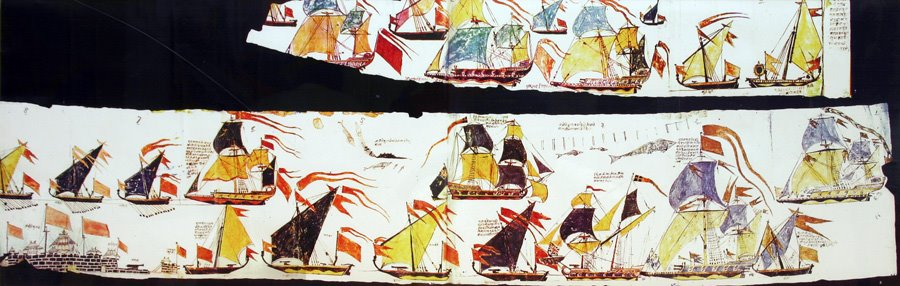
Un rouleau peint illustrant différents navires de pêche, gallivats et autres types de navires de la marine marathan, y compris des navires anglais capturés.